# Gaëlle Obiégly
Gaëlle Obiégly est une écrivaine et performeuse française, née à Chartres en 1971.
Elle a publié douze livres aux éditions Gallimard-L’Arpenteur, Verticales, Christian Bourgois et Bayard. Elle poursuit une œuvre littéraire singulière, attachée à une forme de récit de soi impersonnelle, qui interroge le langage et l’acte de parole. Son avant-dernier livre paru en 2022, Totalement inconnu, est qualifié d’ « événement dans le champ littéraire » par Le Monde des livres.

## Formation
Gaëlle Obiégly grandit en milieu rural, dans la Beauce. Elle passe son enfance à lire beaucoup, à inventer des jeux et des situations. À l'adolescence, elle est envoyée à Saint-Germain-en-Laye à l'internat de Claude-Debussy. Elle suit une formation en Histoire de l’art à la Sorbonne avant d’obtenir un diplôme de russe à l’INALCO à la fin des années 1990.
Elle est la compagne de l’artiste Pierre Weiss qu’elle rencontre en 2004. Elle joue dans la plupart de ses films dont elle coécrit certains dialogues. Il est l’un des personnages de son roman Le Musée des valeurs sentimentales (2011).
En 2016, elle cofonde le musée des valeurs sentimentales, chargé de recueillir des objets fétichisés, avec l’historienne de l’art Francesca Alberti et l’architecte Stéphanie Fabre.
Elle exerce différents métiers que l’on retrouve dans certains de ses romans, comme son activité de réceptionniste, représentée dans Totalement inconnu et N’être personne. Elle pratique également le bénévolat.
Performeuse, elle collabore avec de nombreux artistes plasticiens, cinéastes et chorégraphes parmi lesquels : Ivana Müller, Marina Faust, Nicolas Jasmin, Friedl Kubelka, Cedrick Eymenier, Hu Wei, Josh Müller, Valérie Mréjen, Chloé Quenum, Pierre Weiss ou Boris Achour.
La performance Entre-Deux, créée en 2019 avec la chorégraphe Ivana Müller, joue autour de la polysémie du verbe broder. Sur scène, s'entrelacent cette pratique artisanale et une conversation ordinaire. Joignant le geste à la parole, les deux artistes font peu à peu apparaître un paysage mental sous la forme d'une phrase brodée en temps réel.

## Œuvre littéraire
L’œuvre de Gaëlle Obiégly entremêle la fiction, l’art, la vie et la fabulation. La narratrice de Faune, une petite fille, passe ainsi son temps à inventer des histoires. Après des premiers textes plus autobiographiques, la romancière s’intéresse de plus en plus à la forme. À partir de Faune, elle affirme : « la fiction n’est pas dans le contenu, mais dans la forme ».  
Chacun de ses livres repose largement sur un procédé d’écriture. Dans Le musée des valeurs sentimentales, par exemple, le fil conducteur tient de la reprise d’une même phrase ou d’un mot d’un paragraphe à l’autre, comme dans la comptine « trois petits chats-chats-chapeau de paille ». Par exemple, les yeux comme des coquilles du personnage de Pierre lui font aussitôt associer les coquilles aux coquilles Saint-Jacques.
Au cours de son œuvre, la parole est de plus en plus mise en scène. Dans N’être personne, la narratrice, une hôtesse d’accueil enfermée accidentellement dans les toilettes de son entreprise, déclare : « ce qui me semble à l’origine du langage, c’est l’empathie ». Dans Totalement inconnu, une conférencière entend des voix. Gaëlle Obiégly écrit dans une première personne qui semble en contenir d’autres. Son « je » tend à se dissoudre pour laisser place à d’autres voix. La narratrice graphomane de Sans valeur (2024) s’approprie les affaires d’une autre, sous la forme d’un petit tas d’ordures, jusqu’à l’obsession. Au cours de ses réflexions, elle déclare : « moi à l’inverse je jouis quand je me défais. Assister à la disparition d’un savon au fil des jours m’apporte de la satisfaction. »

## Publications

### Livres
- Petite figurine en biscuit qui tourne sur elle-même dans sa boîte à musique, Gallimard-L'Arpenteur. 2000.  (ISBN 2070757145)
- Le Vingt et un août, Gallimard-L'Arpenteur. 2002.  (ISBN 2070763277)
- Gens de Beauce, Gallimard-L'Arpenteur. 2003. (ISBN 2070734862)
- Faune, Gallimard-L'Arpenteur. 2005.  (ISBN 2070772829)
- La Nature, Gallimard-L'Arpenteur. 2007[9].  (ISBN 9782070786022)
- Petit éloge de la jalousie, Folio, 2008  (ISBN 9782070345465)
- Le Musée des valeurs sentimentales, Verticales, 2011  (ISBN 9782070132478)
- Mon prochain, Verticales, 2013[10].  (ISBN 9782070142330)
- N'être personne, Verticales, 2017  (ISBN 9782072706707)
- Une Chose sérieuse, Collection Verticales, Gallimard, 2019  (ISBN 9782072825620)
- Totalement inconnu, Christian Bourgois, 2022  (ISBN 978-2-267-04665-6)
- Sans valeur, Bayard, 2023  (ISBN 978-222-750154-6)

### Périodiques
- Demeurée. Les Chroniques Purple
- L'homme Jasmin. Nowiswere. issue 9.
- 93. Nowiswere. issue 11.
- Dates, lieux. Purple Journal. Numéros 2,3,4,5,6,7,8,9,10,11,12,13. http://purple.fr/archives/
- Une genèse. NRF. no 605
- Le monologue intérieur. Livre d'artiste sur Josh Müller.  (ISBN 978-3-200-03371-9)
- Personne. Les cahiers Artaud. no 2
- Besoin. Possession immédiate. no 2